# 笔塔寺
21°03′39″N 106°01′20″E / 21.06083°N 106.0222°E
宁福寺，俗称笔塔寺（Chùa Bút Tháp），越南的佛教寺庙，位于北宁省顺成市社亭祖社，始建于13世纪。
2021年，越南政府将之列入国家级特殊遗迹名录。寺内供奉一尊千手千眼观音像，是越南佛教造像艺术的代表之作。

## 名称
宁福寺是该寺庙的正式名称，其别名少林寺来自寺内《敕建宁福禅寺碑记》碑文“宁福古刹，少林别名”。因所在村庄曾名为亚侣、雁塔，故当地居民亦称其为亚侣寺、雁塔寺。1876年，阮朝嗣德帝出巡京北，期间在寺庙停留，看到庙内宝塔形似毛笔，于是给寺庙赐名笔塔寺（Bút Tháp），该名称从此为越南人所熟知:11。

## 历史
笔塔寺的始建年代各有说法。《河北地志》（Địa chí Hà Bắc）记载，宁福寺建于陈圣宗统治时期（1258—1278），玄光禅师任该寺住持期间，曾主持兴修七层高塔。1642年，临济宗高僧拙公和尚受邀任住持。两年后，拙公和尚在此圆寂。后黎朝鄭氏玉皇后在寺内修行时，请求郑主鄭梉翻修该寺，后于1660年完工，以“内工外国”格局规划，现今笔塔寺的格局即形成于17世纪，之后又历经五次重修，最近的一次是1992年。

## 建筑
寺院呈“内工外国”（Nội Công Ngoại Quốc）格局，前堂、走廊、后祖组成“国”字型，前堂到正殿组成“工”字，从正殿经过石桥到九品莲花殿，又组成“工”字:12。17世纪时的格局保存完好，是越南保存较完整的古刹。寺院整体朝南，有大雄寶殿、九品蓮花殿等建筑。而寺内的木雕多由慈山市浮溪坊的木匠刻成。
寺院东侧建有五边形五层石塔，高13米，名为报严塔（Tháp Bảo Nghiêm），由皇后鄭氏玉主持筑于福泰五年（1647年）:56，外形竖直，如一支大笔，因而俗称笔塔（Bút Tháp）。塔基有13处石雕，大部分是龙、虎等动物图案。
寺北建有五层石塔尊德塔（Tháp Tôn Đức），高11米，筑于1660年，该塔也是拙公、明行两名僧人的墓塔:57。在第一次印度支那战争期间，尊德塔严重受损。2009年，一棵古树向尊德塔方向生长，一度威胁塔身的安全，后来，北宁省文化、体育和旅游厅发布167/CV-SVHTTDL号文件，出资430亿盾修复该塔。

## 造像
寺内存有千手千眼观音像、苦行僧像:56、三世佛像、九品莲花台、香案等17世纪文物，皆是越南国宝。观音像漆以红色和金色，净高3.7米，背光圆轮宽2.1米，呈十一面四十二臂，在莲花宝座上结跏趺坐，身披天衣，系璎珞带，头戴天冠。比例流畅匀称，是越南佛教造像艺术的代表作。木质六角形九层莲台位于九品莲花殿内，寓意佛祖的九世修行。

## 图册

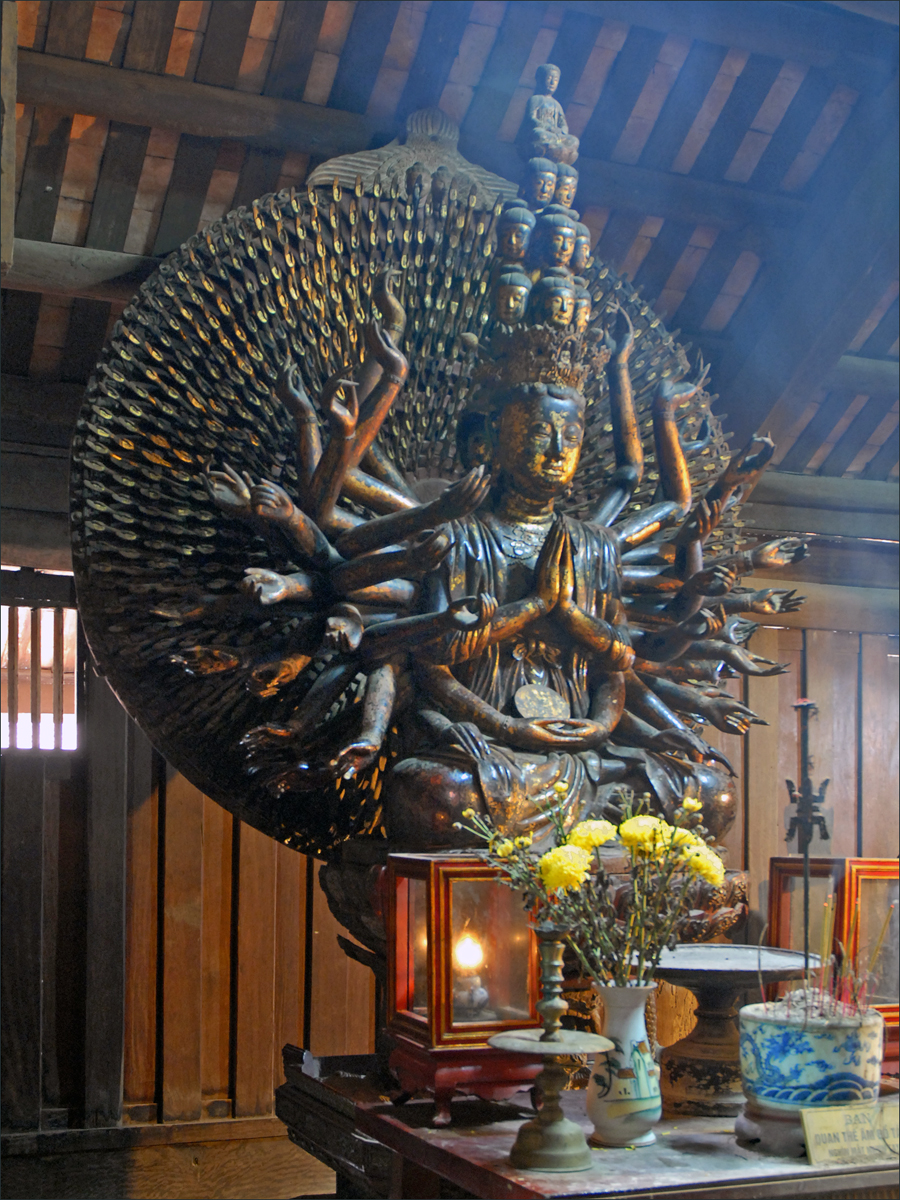
千手千眼观音像，越南佛教造像艺术的代表作
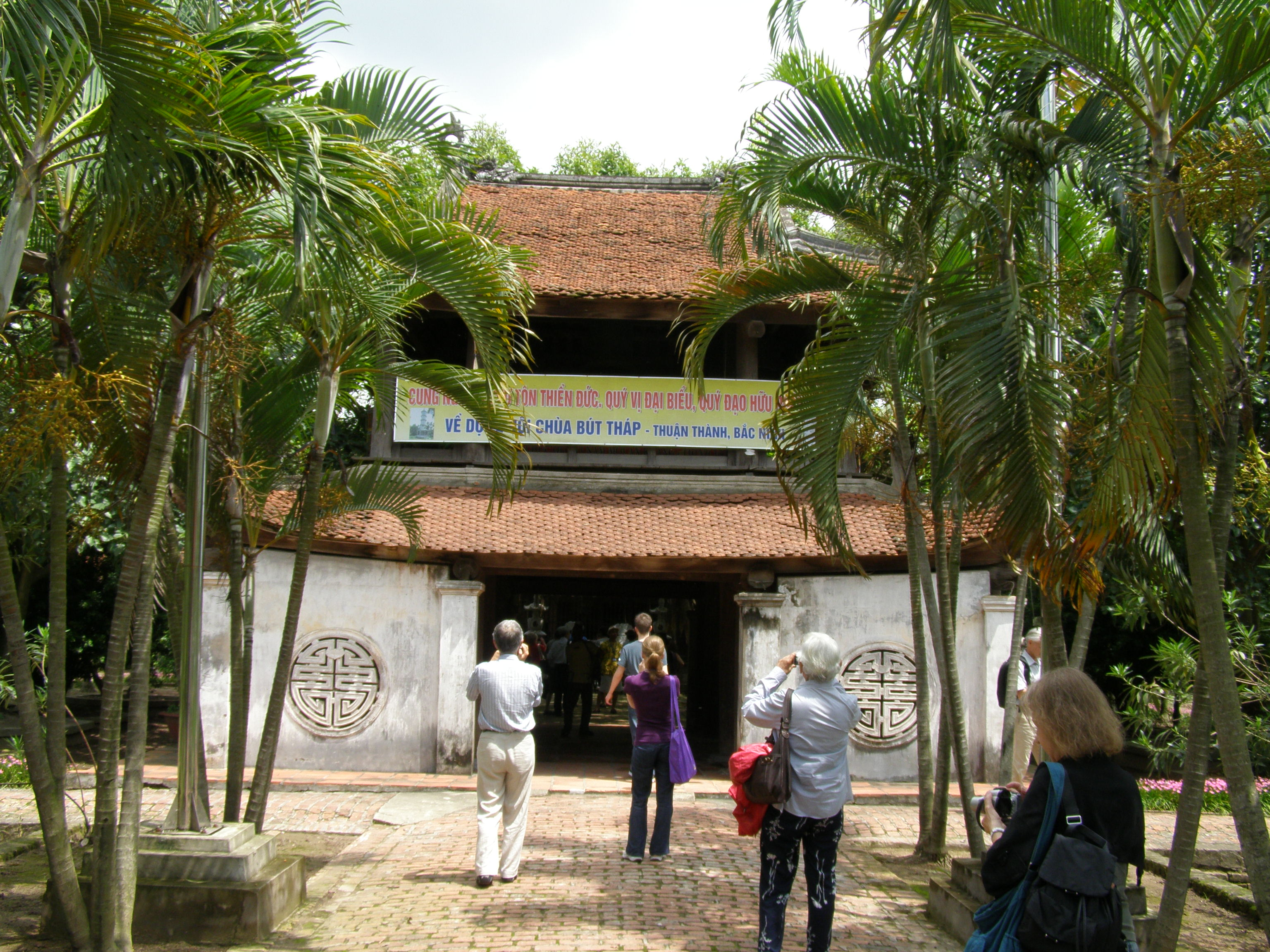
钟楼
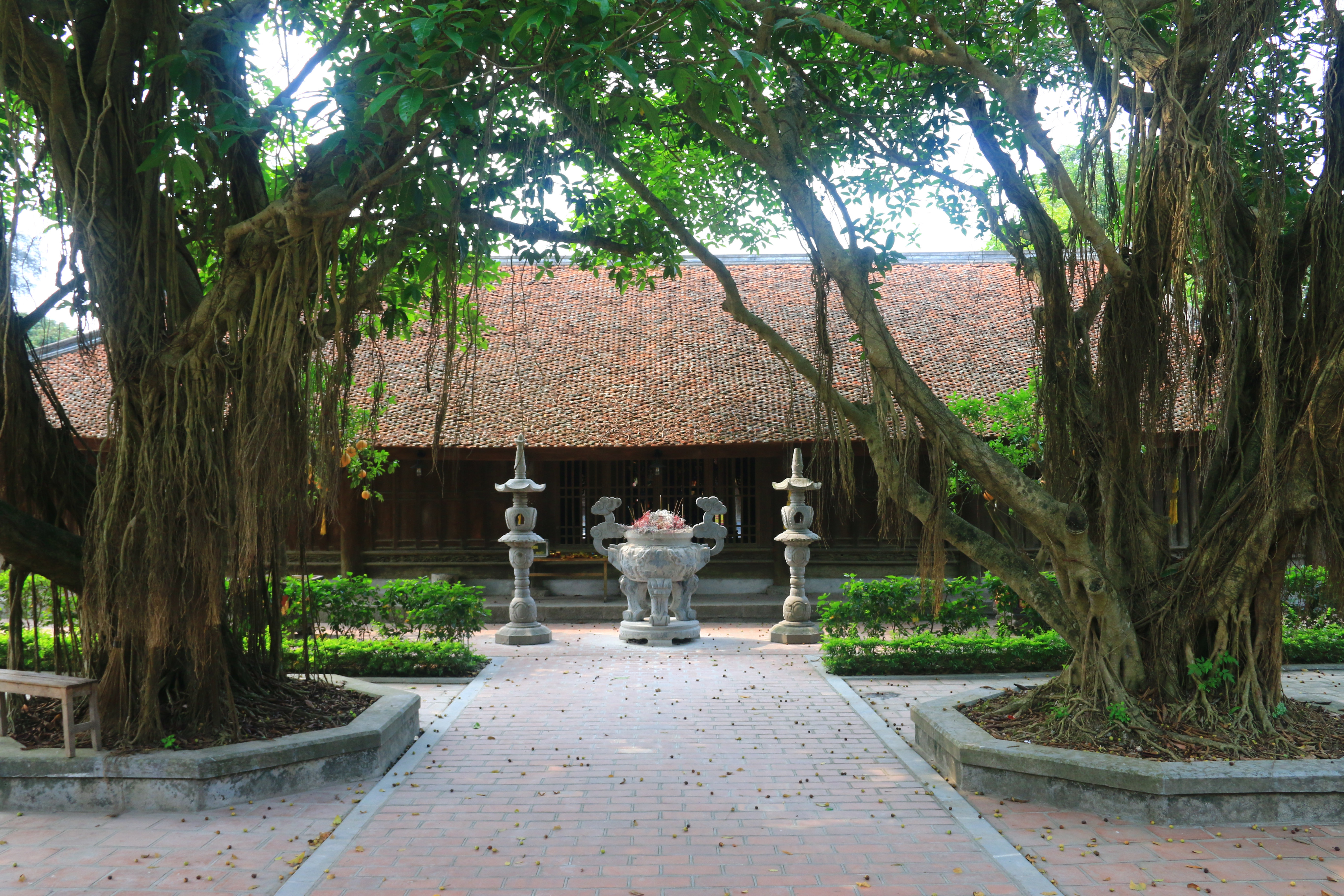
正殿前庭
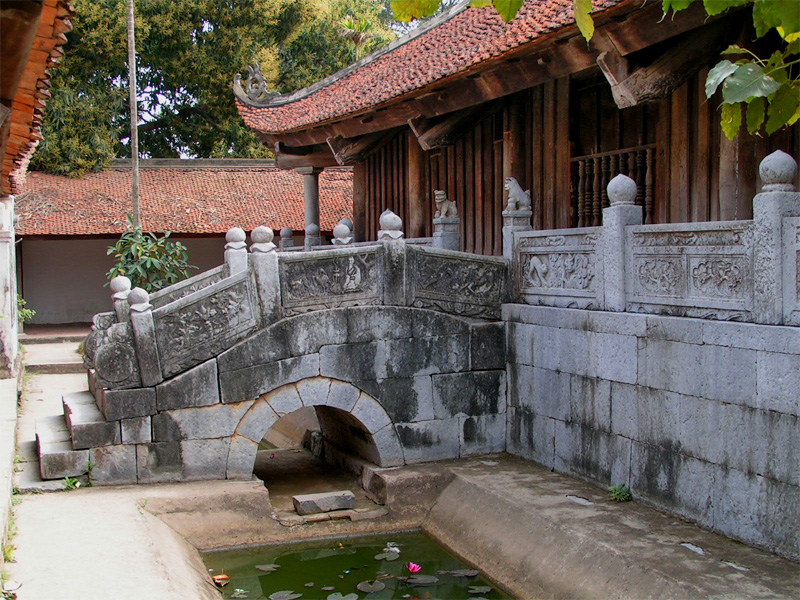
石桥
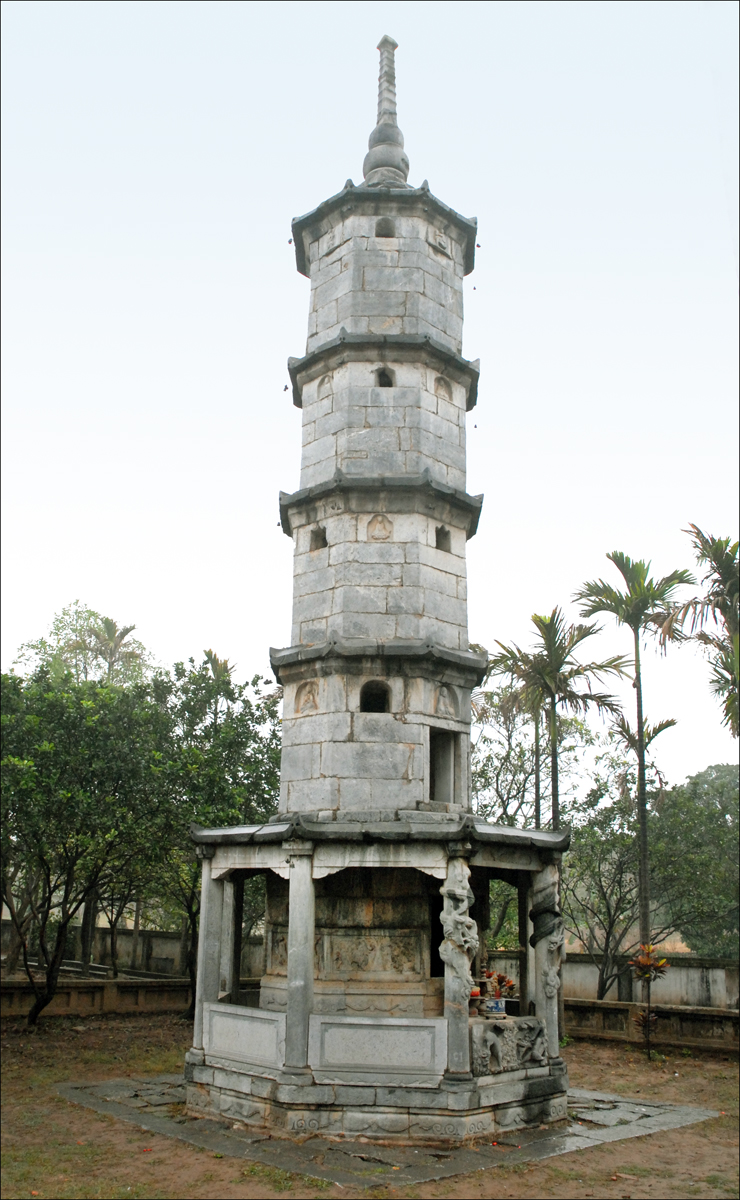
报严塔（笔塔）
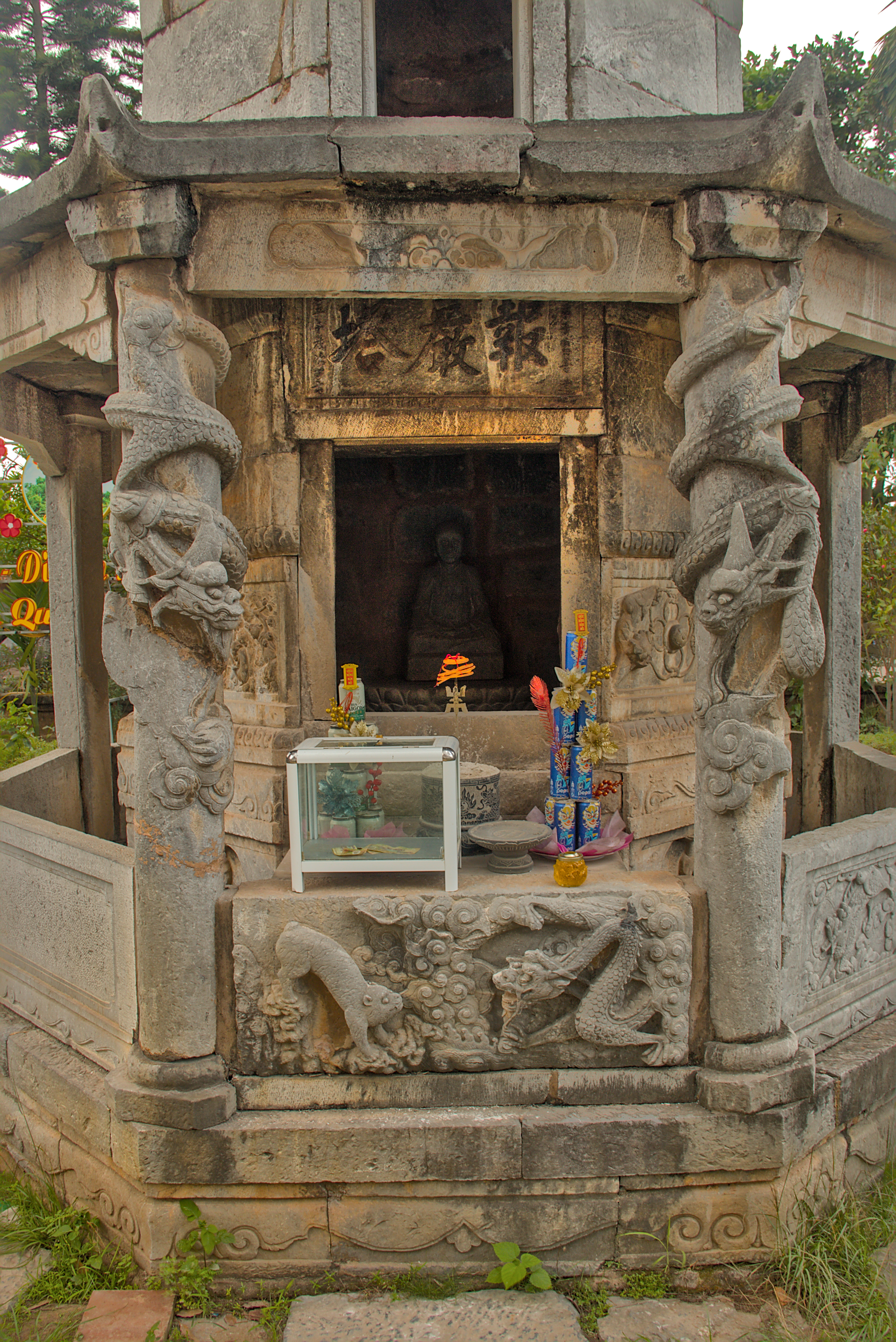
报严塔塔基匾额
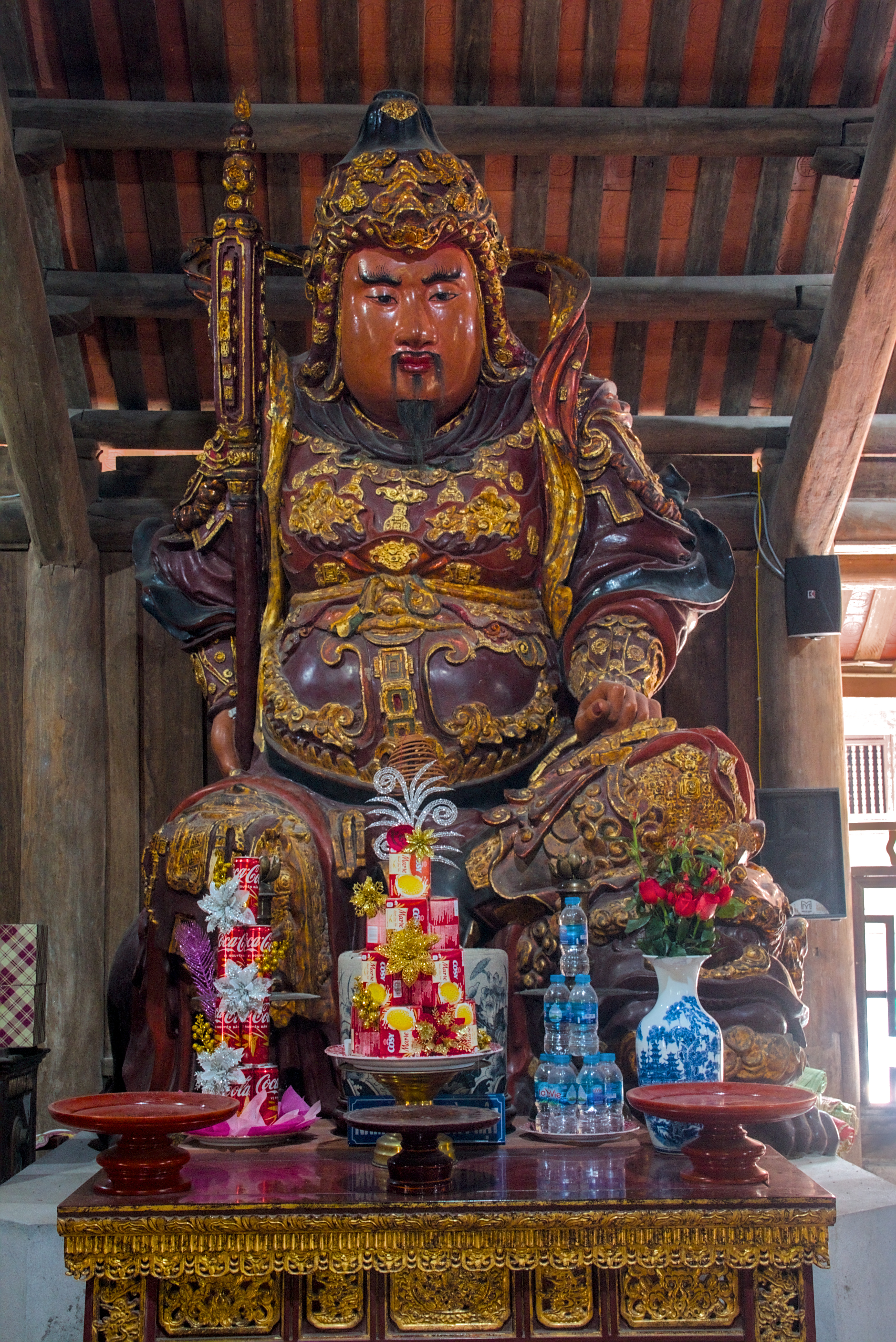
四天王像
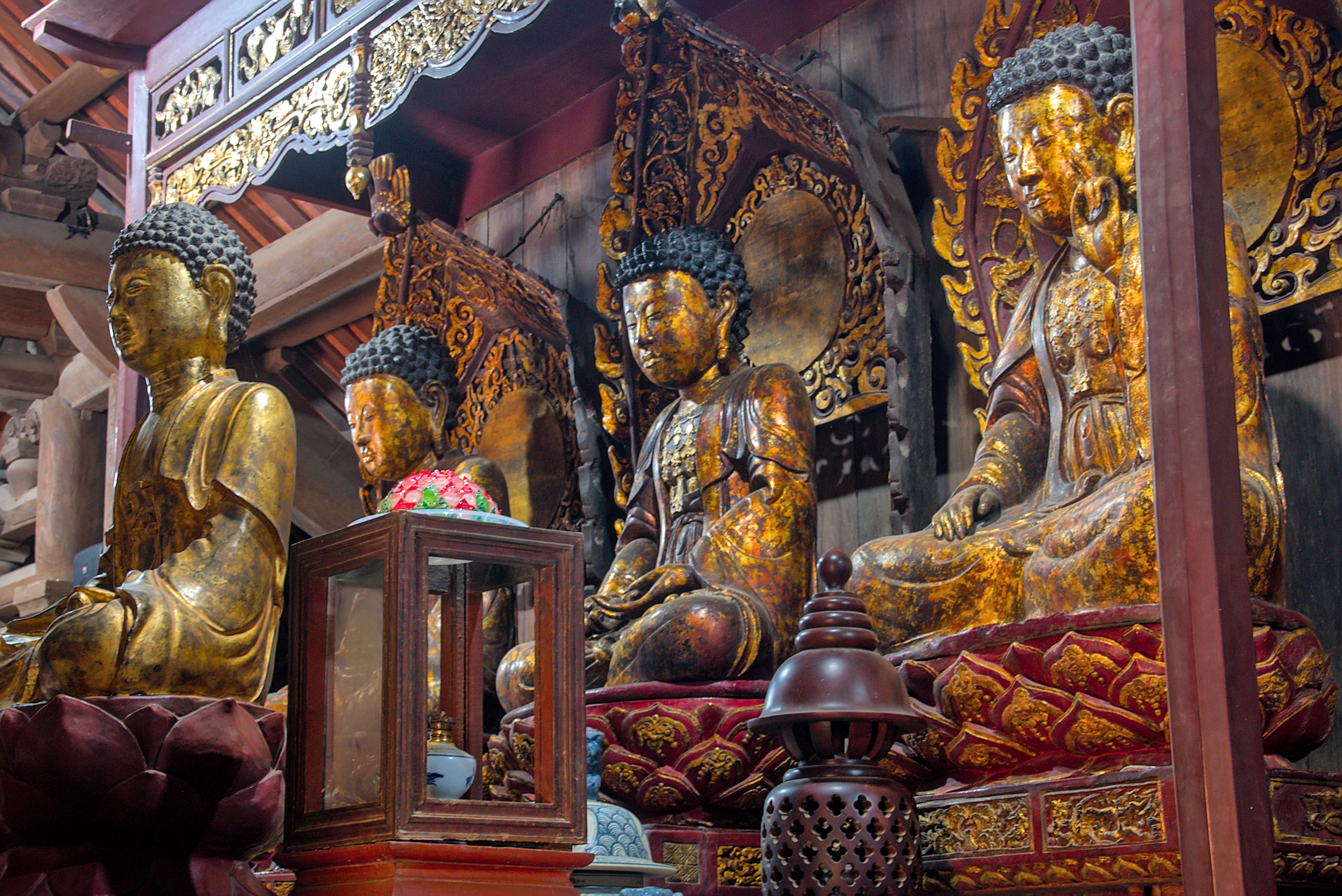
三世佛
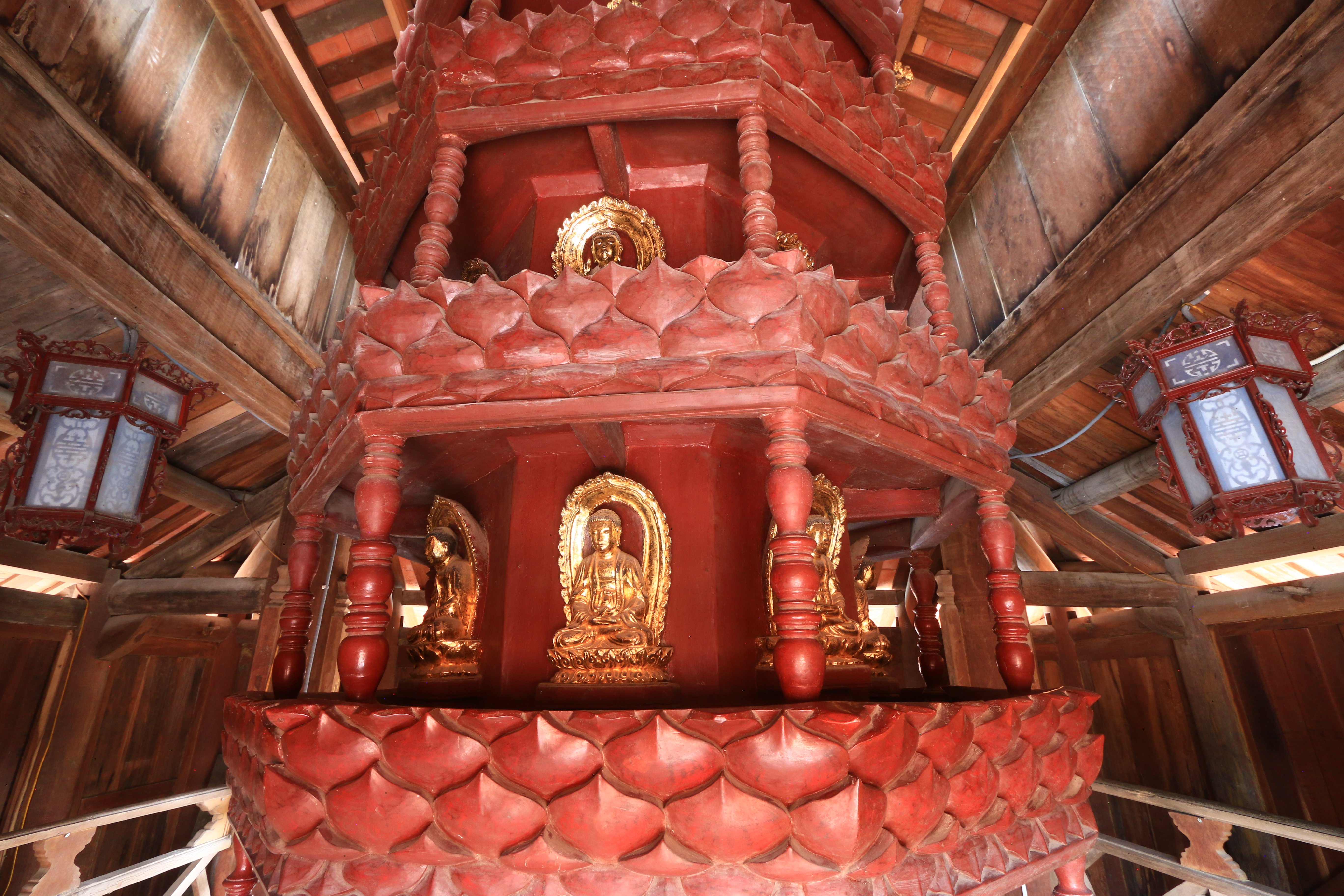
九品莲花台
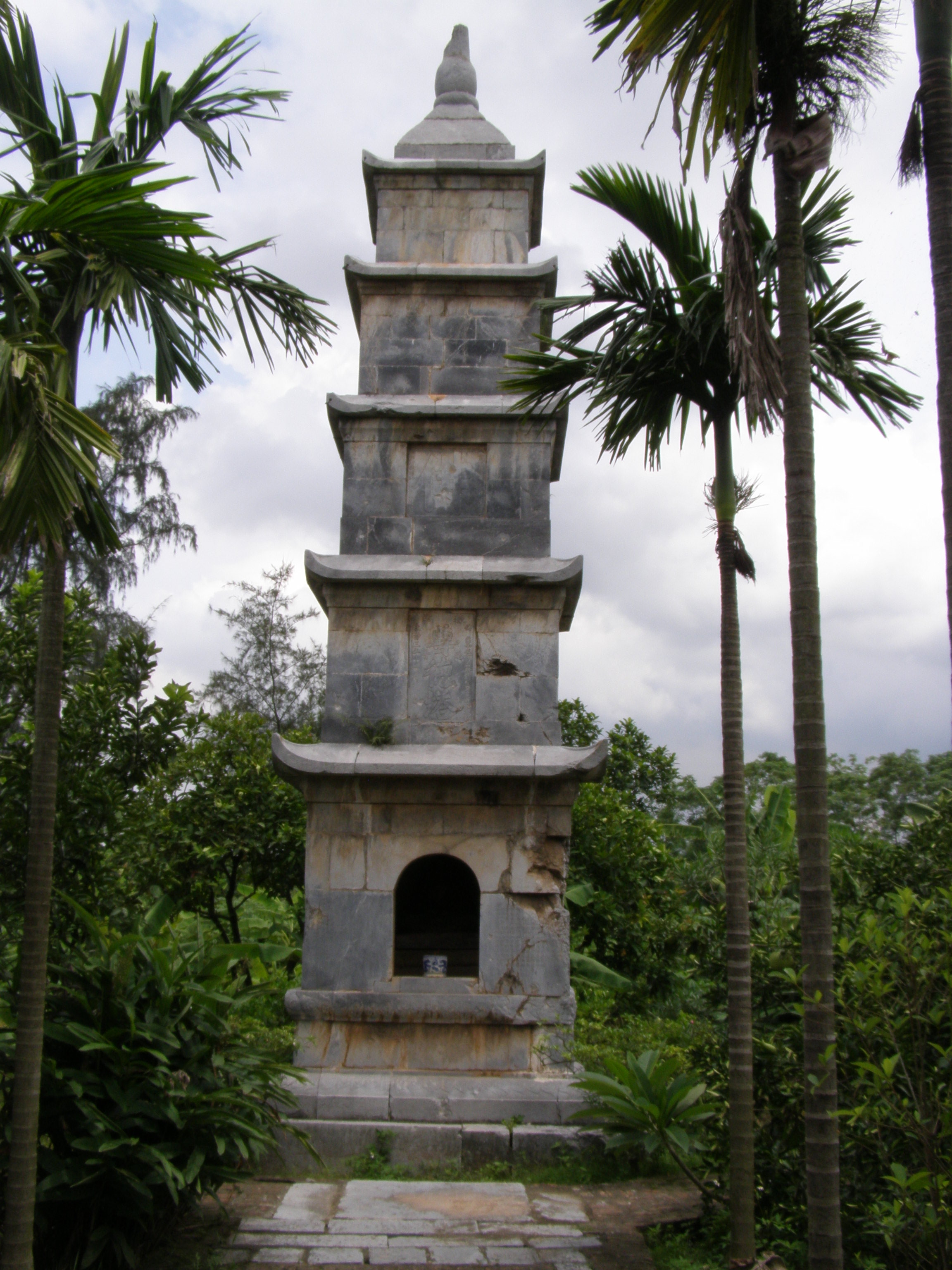
尊德塔
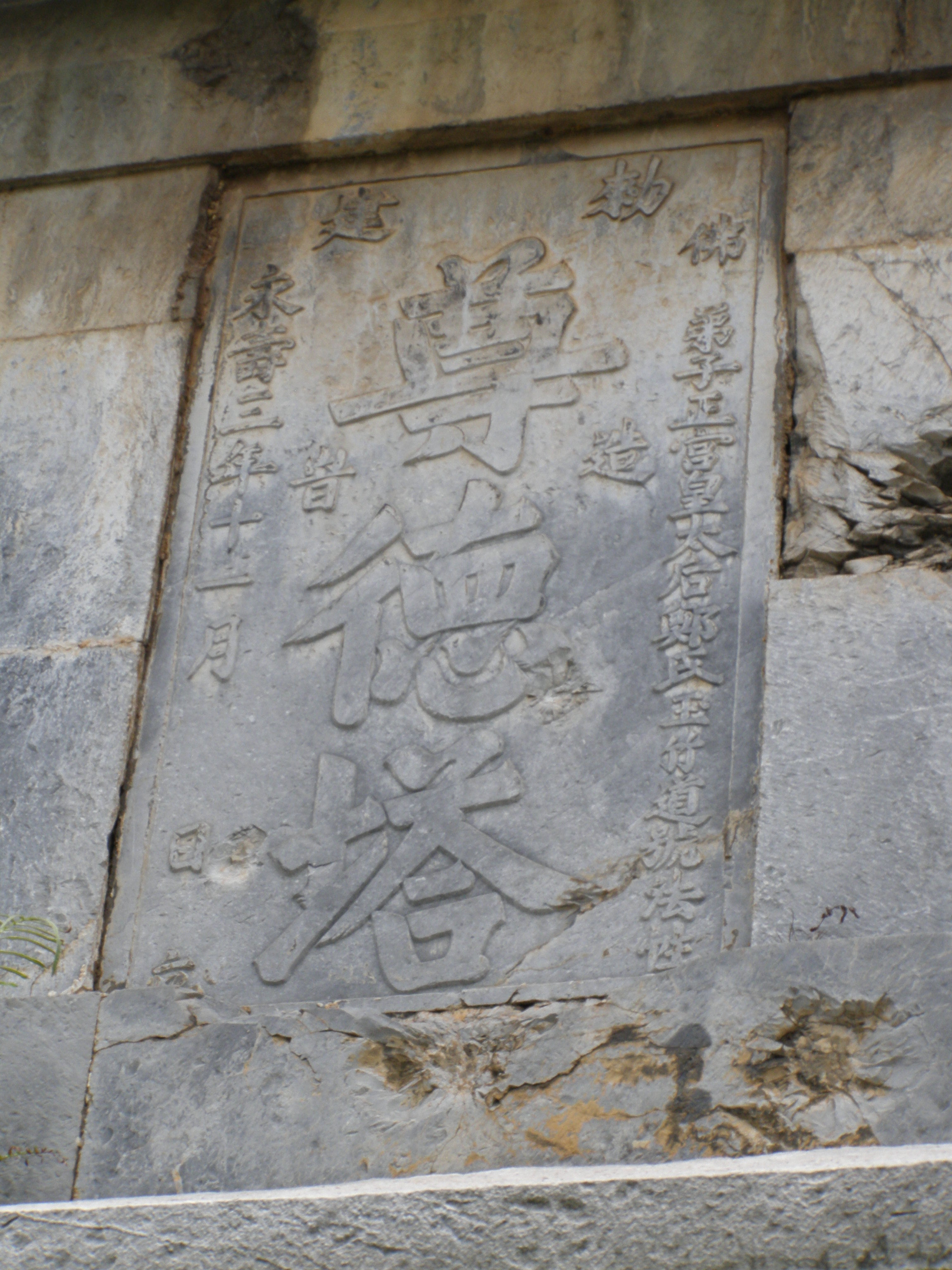
尊德塔匾额
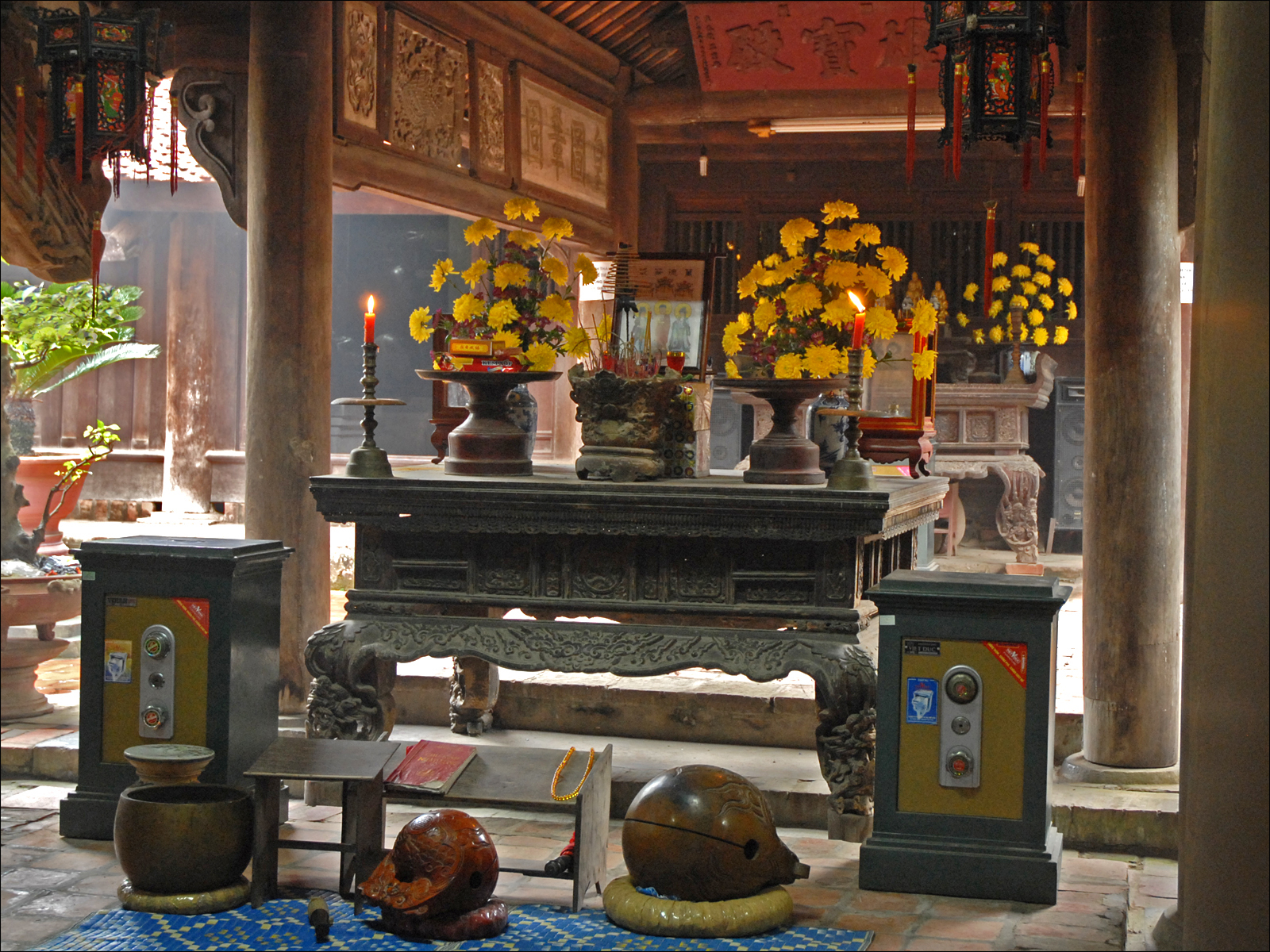
大雄宝殿香案